# Якоб фон Лихтенберг
Якоб фон Лихтенберг (на немски: Jakob von Lichtenberg; Jakob im Bart; на френски: Jacques le Barbu); * 25 май 1416, замък Лихтенберг, Елзас; † 5 януари 1480, Ингвилер, Елзас) е господар на Лихтенберг в Долен Елзас, фогт на град Страсбург. Той е последният мъжки представител от род Дом Лихтенберг.

## Произход, управление и наследство
Той е големият син на Лудвиг IV фон Лихтенберг († 1434) и маркграфиня Анна фон Баден († 1421), дъщеря на маркграф Бернхард I фон Баден († 1431) и Анна фон Йотинген († 1436).
През последните пет години от живота си бащата на Лудвиг V страда от тежко психическо разстройство, поради което Якоб и брат му Лудвиг V са поставени под опеката на граф Фридрих IV фон Мьорс-Сарверден, бъдещият тъст на Якоб.
Двамата братя управляват първо заедно. От 1435 г. между тях започват конфликти, които през 1440 г. стават причина Лихтенберг да бъде поделен с помощта на маркграф Якоб I фон Баден.
През 1458 г. император Фридрих III издига Якоб на граф и става императорски дворцов съветник. През 1466 г. Якоб отстъпва на брат си Лудвиг управлението, в замяна на което получава 1000 гулдена годишна рента. В началото на 1471 г. те се сдобряват и решават въпроса за наследството.
Якоб умира на 5 януари 1480 г. на 63 години и е погребан в църквата „Св. Якоб“ в Райпертсвилер. Наследен е от племенничките му Елизабет фон Лихтенберг (1444 – 1495) и Анна фон Лихтенберг (1442 – 1474).

## Фамилия
Якоб е сгоден като млад и се жени на 3 април 1426 г. за Валбурга (Валбургис) фон Мьорс-Сарверден († 1459), дъщеря на граф Фридрих IV фон Мьорс и Енгелберта фон Клеве-Марк († 1458), дъщеря на Адолф III фон Марк (1334 – 1394) и Маргарета фон Юлих († 1425).. Бракът е бездетен. Валбурга се омъжва втори път на 22 януари 1437 г. за Вилхелм от Егмонт (1412 – 1483), син на Ян II от Егмонт († 1451), от Дом Егмонт.
Якоб е известен с метресата си Барбара (Бербел) фон Отенхайм (1430 – 1484). Те имат две деца, които умират малки.

## Галерия
- Замък Лихтенберг
- Барбара фон Отенхайм